# Festival de Cine Europeo de Sevilla 2009
La 6.ª edición del Festival de Cine Europeo de Sevilla (Seville European Film Festival o SEFF) se celebró en la capital andaluza del 6 al 14 de noviembre de 2009.

## Jurados

### Sección oficial
- Nicolas Roeg (presidente): director, realizador y director de fotografía.
- Gabriele Röthemeyer: directora, productora y guionista.
- Hannah McGill: escritora, crítica y directora artística del festival de Edimburgo.
- Juan Cobos Wilkins: escritor, crítico literario y teatral y director de la Fundación y Casa-Museo Juan Ramón Jiménez.
- Manuel Hidalgo: guionista, crítico de cine, novelista y periodista.

### Eurimages
- Gervasio Iglesias: director y productor ejecutivo.
- Caroline Locardi: productora.
- Martin Stellman: director y guionista.

### Eurodoc
- Carmen Cobos: documentalista y productora.
- Gudrun Edda Thorhannesdottir: documentalista, productora y directora artística del Nordic Short and Documentary Film Festival, Nordisk Panorama en Islandia.
- Richard Horowitz: músico y compositor.

## Secciones

### Sección oficial
En ella participan las producciones europeas de los últimos dos años y que son inéditas en España.
| Título original                          | Director          | País                          | Año  |
| ---------------------------------------- | ----------------- | ----------------------------- | ---- |
| 44 Inch Chest                            | Malcolm Venville  | Reino Unido                   | 2009 |
| Adás                                     | Roland Vranik     | Hungría                       | 2009 |
| Fish Tank                                | Andrea Arnold     | Reino Unido                   | 2009 |
| Himlen Falder                            | Manyar I. Parwani | Dinamarca                     | 2009 |
| In the Loop                              | Armando Ianucci   | Reino Unido                   | 2008 |
| Jaffa                                    | Keren Yedaya      | Francia Israel Alemania       | 2009 |
| Köprüdekiler                             | Asli Özge         | Alemania Turquía Países Bajos | 2009 |
| L'ultimo Pulcinella                      | Maurizio Scaparro | Italia                        | 2008 |
| Appelsinpiken (La joven de las naranjas) | Eva Dahr          | Noruega España Alemania       | 2009 |
| Lourdes                                  | Jessica Hausner   | Austria Francia Alemania      | 2009 |
| Nothing Personal                         | Urszula Antoniak  | Países Bajos Irlanda          | 2009 |
| Partir                                   | Catherine Corsini | Francia                       | 2008 |
| Pepperminta                              | Pipilotti Rist    | Suiza Austria                 | 2009 |
| She, a Chinese                           | Xiaolu Guo        | Reino Unido China             | 2008 |
| Tobruk                                   | Václav Marhoul    | República Checa               | 2008 |
| Triage                                   | Danis Tanovic     | España Irlanda Francia        | 2008 |